# Amphiprion chrysopterus
Az Amphiprion chrysopterus a sugarasúszójú halak (Actinopterygii) osztályának sügéralakúak (Perciformes) rendjébe, ezen belül a korállszirtihal-félék (Pomacentridae) családjába tartozó faj.

## Képek

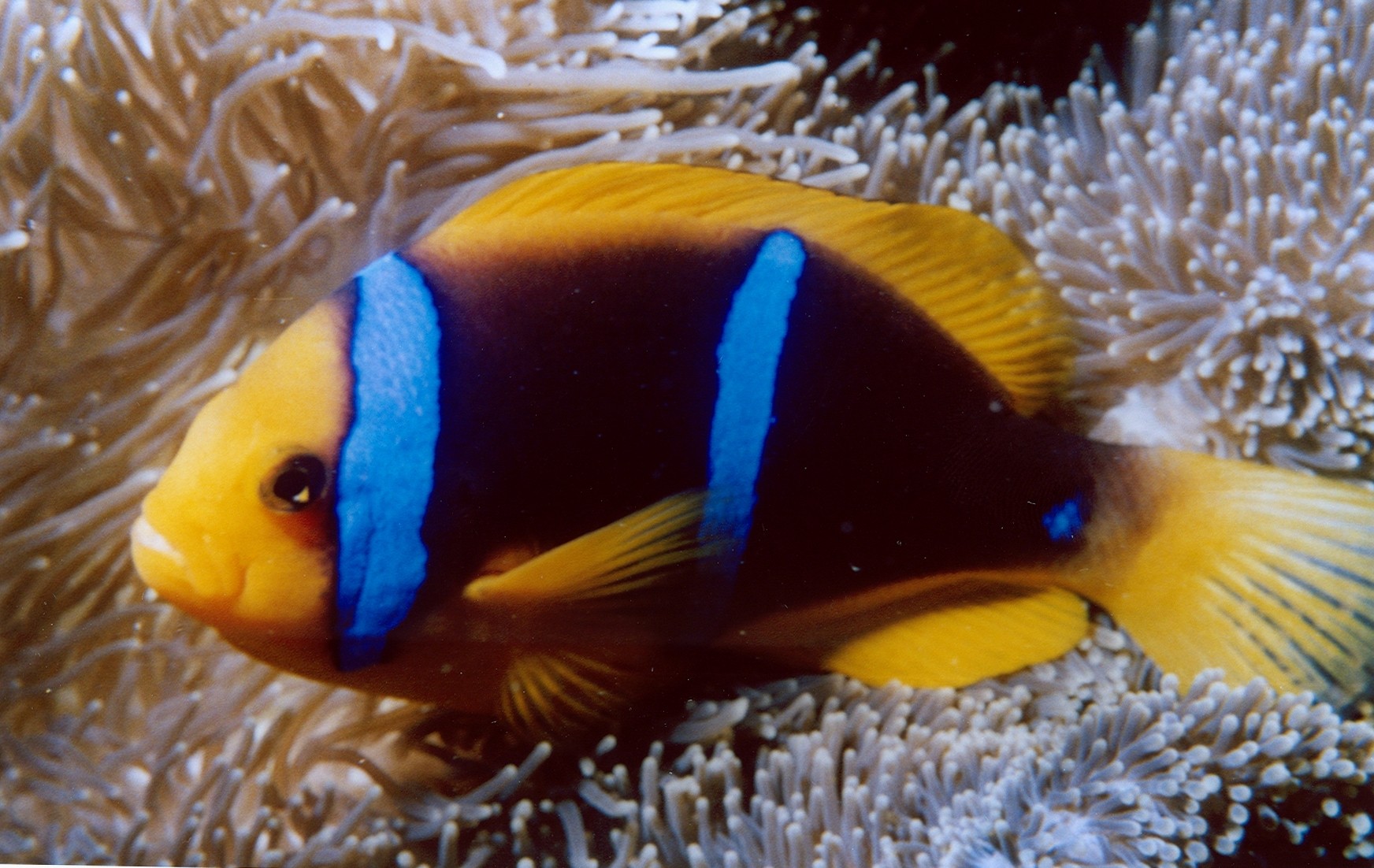
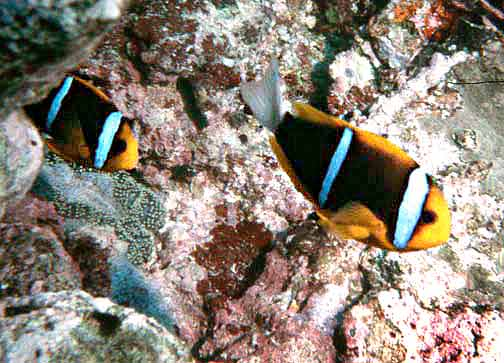
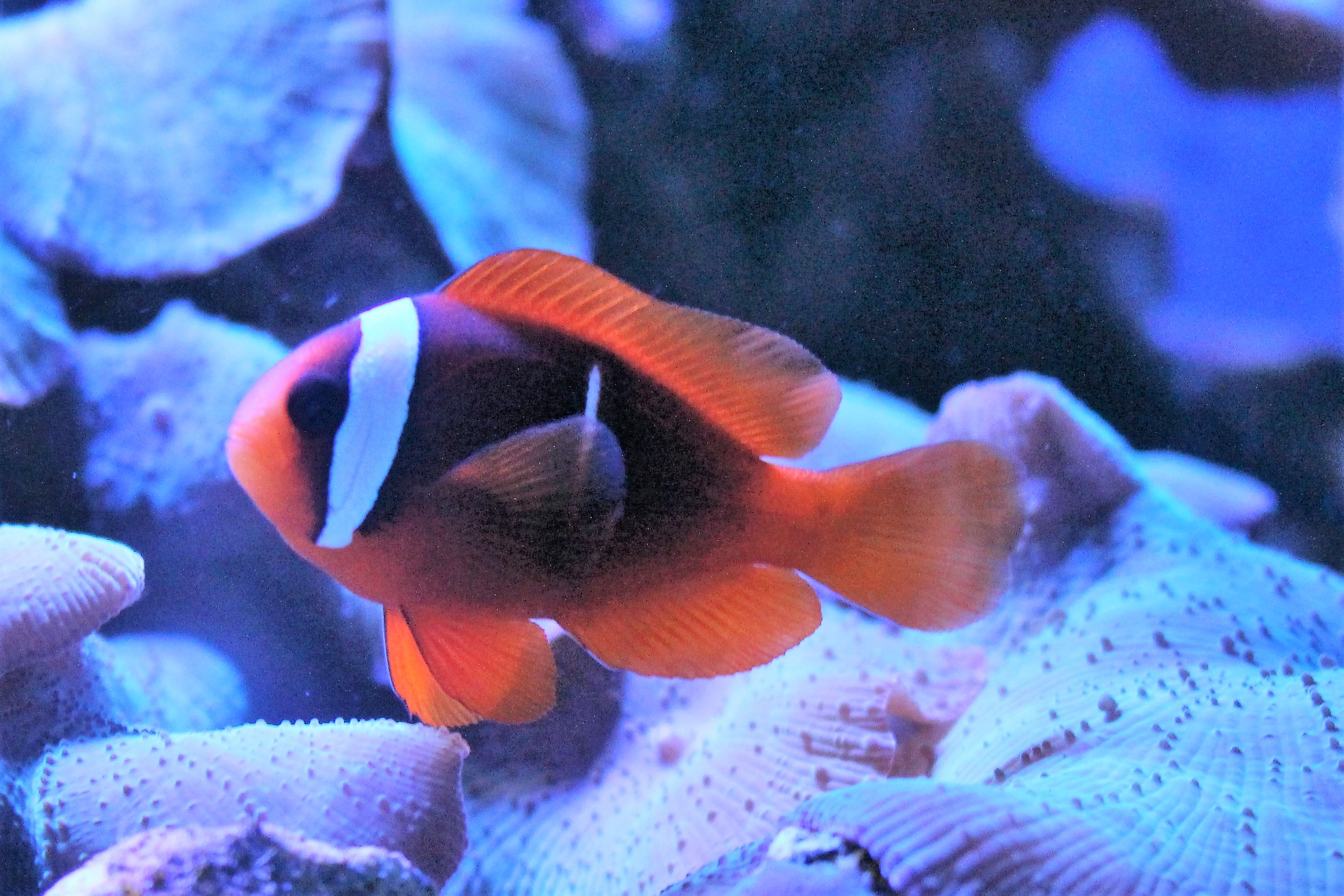
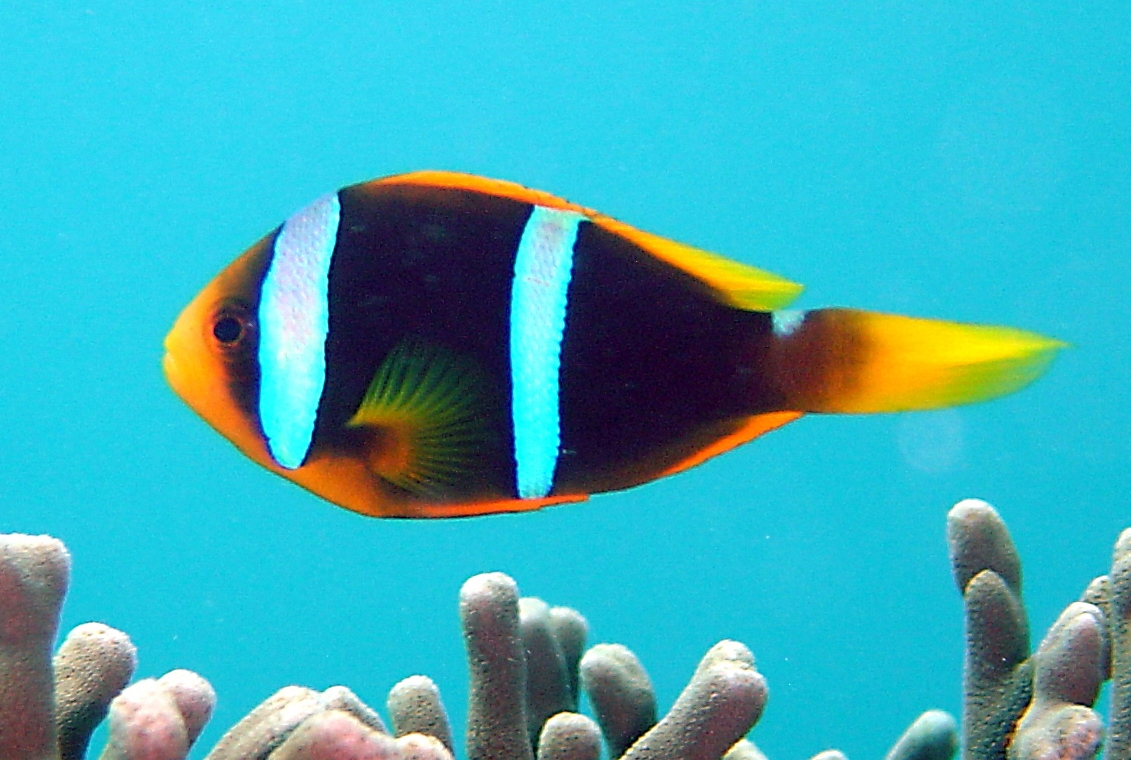
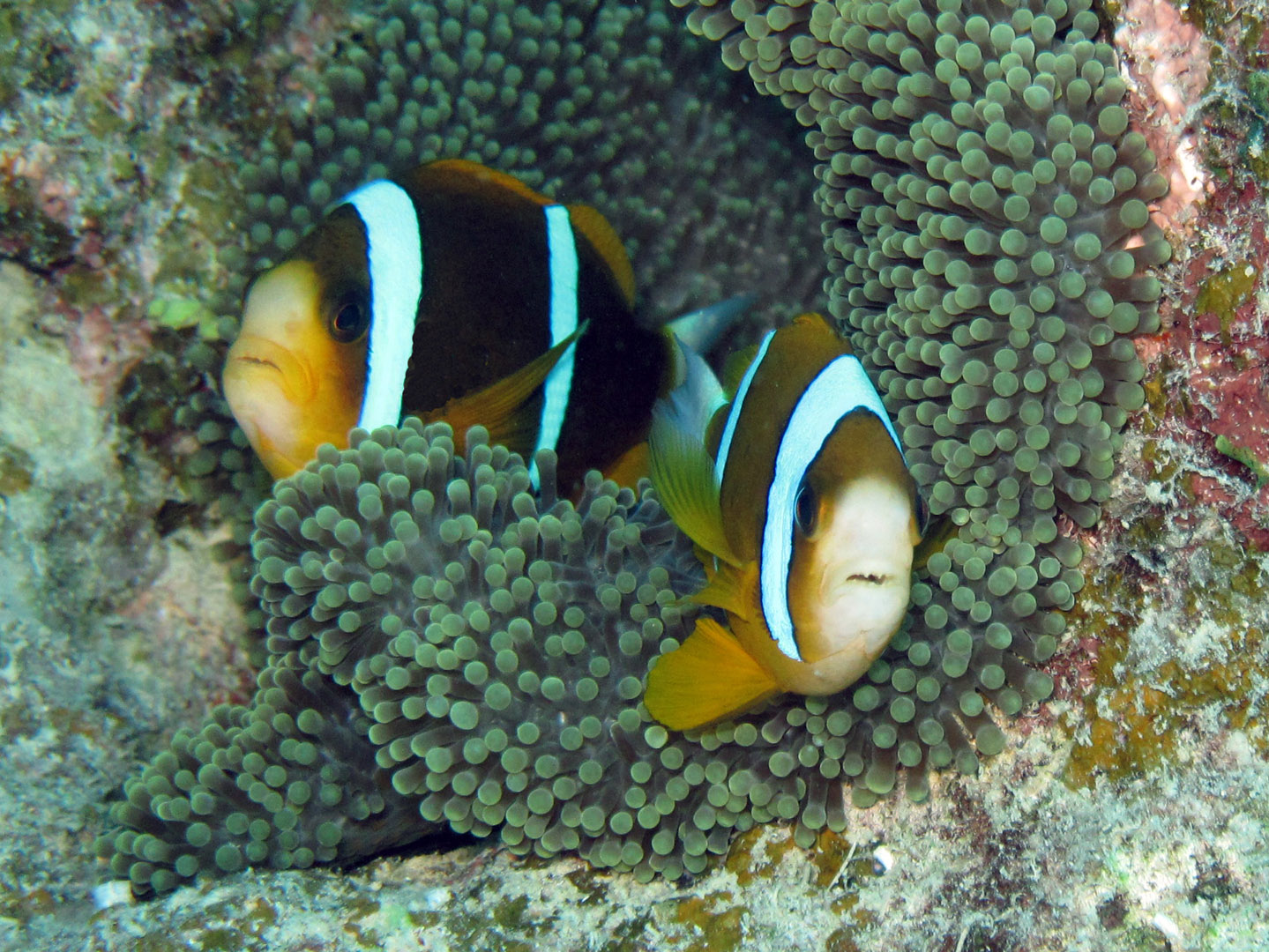

## Előfordulása
Az Amphiprion chrysopterus a Csendes-óceán nyugati felén fordul elő. Az ausztráliai Queensland állam, valamint Új-Guinea, a Marshall-szigetek és a Tuamotu-szigetek között található meg.

## Megjelenése
Ez a hal elérheti a 17 centiméteres hosszúságot. Azonban 7-8 centiméteresen már felnőttnek számít. A hátúszóján 10-11 tüske és 15-17 sugár van, míg a farok alatti úszóján 2 tüske és 13-14 sugár látható. Az alapszíne sötét narancssárgás vagy feketés, a szájánál és a hasánál világossárgává válik. A testén két függőleges fehér, vagy világoskék sáv van; az egyik a a szem mögött, míg a másik a test hátulsó harmadánál.

## Életmódja
Trópusi és tengeri halfaj, amely a korallszirteken él. 25 Celsius-fokos vízben is észrevették. Nem vándorol, és általában 1-40 méteres mélységekben tartózkodik. Több virágállattal él szimbiózisban; főképpen a következőkkel: hólyagos anemóna (Entacmaea quadricolor), Heteractis aurora, Heteractis crispa, óriás anemóna (Heteractis magnifica), zöld szőnyeganemóna (Stichodactyla haddoni) és Stichodactyla mertensii. Mindenevő hal, amely egyaránt fogyaszt állati és növényi eredetű táplálékot.

## Szaporodása
Az ívási időszakban, amely egész évben eltarthat párt alkot. Ikrák által szaporodik. Az ikrák egy szilárd felülethez tapadnak; őket a hím őrzi és gondozza. Egy pár évente 3000-5000 ikrát is rakhat, illetve gondozhat.

## Felhasználása
Az Amphiprion chrysopterus, mint sok más bohóchal közkedvelt akváriumi halfaj.